# Cleverbot
A Cleverbot webalkalmazás mesterséges intelligencia használatával a felhasználókkal végzett beszélgetésekből tanul. Rollo Carpenter készítette, és 1997-ben jelent meg az interneten. Az első 7 évben Rollo és kollégái beszéltek a robottal, mára több mint 150 millió beszélgetést folytattak a Cleverbottal. A chatbottal főként angolul, de más nyelveken is lehet beszélni. A válaszokat a felhasználóktól tanulja, ezért előfordulhatnak értelmetlen válaszok is. Az alkalmazás elérhető Android, IOS és Windows Phone platformokon.
A Cleverbot úttörő volt a chatbotok között, mára ezek alkalmazása széles körben elterjedt. A Facebookhoz például már bárki készíthet saját chatbotot.

## Lásd még
- Siri
- Cortana
- Google Assistant
- Omegle
- ChatGPT